# All I Really Want to Do (album)
All I Really Want to Do è l'album di debutto in qualità di solista della cantante pop statunitense Chér, pubblicato nel 1965 dalle etichette discografiche Imperial Records e Liberty Records.
Il disco fu prodotto dall'allora marito Sonny Bono.

## Registrazione e successo
L'idea di lanciare Chér come cantante solista (dopo il notevole successo di I Got You Babe, un loro duetto) venne a Sonny che, conoscendo le qualità artistiche della compagna, le fece firmare un contratto con la Imperial Records (mentre per il resto del mondo il disco fu pubblicato, come i successivi, dalla Liberty Records) e di realizzare un 45 giri sotto la sua direzione. Il disco è stato registrato in poche settimane e pubblicato nell'autunno del 1965, anticipato dal singolo omonimo, cover di un pezzo di Bob Dylan.
L'album è composto quasi interamente da cover di canzoni folk e rock 'n' roll dell'epoca, tra cui troviamo la già citata All I Really Want to Do e un altro pezzo di Dylan, Blowin' in the Wind. Unica eccezione per la canzone Dream Baby, scritta da Bono e incisa da Chér (con lo pseudonimo di Cherilyn) nel 1964.
Il disco ha avuto un buon successo di vendite nel Regno Unito e negli Stati Uniti e anche la critica lo apprezzò, giudicando l'interpretazione di Cher molto fresca e piena di vita. Oggi l'album è stato ri-masterizzato e si può trovare in una versione doppia con il successivo The Sonny Side of Chér.

## Tracce
LP (Imperial LP-9292)
1. All I Really Want to Do – 2:59 (Bob Dylan)
2. I Go to Sleep – 2:29 (Ray Davies)
3. Needles and Pins – 2:38 (Jack Nitzsche, Sonny Bono)
4. Don't Think Twice – 2:26 (Bob Dylan)
5. He Thinks I Still Care – 2:14 (Dickey Lipscomb)
6. Dream Baby – 2:53 (Sonny Bono)
7. The Bells of Rhymney – 3:06 (Pete Seeger, Idris Davies)
8. Girl Don't Come – 1:58 (Chris Andrews)
9. See See Rider – 2:39 (Sonny Bono, Stone, Grant Green)
10. Come and Stay with Me – 2:40 (Jackie DeShannon)
11. Cry Myself to Sleep – 2:20 (Mike Gordon)
12. Blowin' in the Wind – 3:22 (Bob Dylan)

Durata totale: 31:44

## Classifica
| Classifica (1965) | Posizione raggiunta |
| ----------------- | ------------------- |
| Regno Unito       | 7                   |
| Stati Uniti       | 16                  |